# Säkra perioder
Säkra perioder, även kallat rytmmetoden, syftar på att undvika graviditet genom att inte ha oskyddat samlag de perioder under menstruationscykeln då sannolikheten för graviditet efter samlag är som störst. Enligt 1177 Vårdguiden är det inte en effektiv metod. Den skyddar heller inte mot könssjukdomar.
Metoden används ibland som ett naturligt preventivmedel. Problemet med säkra perioder är att de är svåra att förutsäga med större precision. Ett par som konsekvent använder metoden kommer därför att minska sannolikheten för graviditet, men inte eliminera den.[källa behövs]

## Praktiska aspekter
Menstruationsperioden räknas från första dagen med blödning fram till dagen innan nästa blödning, i genomsnitt omkring 28 dagar (men det varierar kraftigt från kvinna till kvinna; det är helt normalt med alltifrån 24 till 36 dagars cykler). Chansen för befruktning och graviditet ökar kontinuerligt från cirka 2 % på den första menstruationsdagen fram till maximalt omkring 20 % dagarna kring ägglossningen,[källa behövs] från omkring fem  dygn före ägglossningen till några dagar efter. Detta eftersom spermierna kan överleva inne i kvinnan upp till en vecka och "vänta" på att ett ägg skall komma. Ägget överlever däremot endast 12–24 timmar om det inte befruktas.[källa behövs]
För att utnyttja detta behöver man bestämma (den sannolika) tidpunkten för ägglossningen med tillräcklig noggrannhet. Minst sannolikhet för graviditet råder vid menstruation och dagarna före och efter.

### Kroppstemperaturen
Kroppstemperaturen (basaltemperaturen) stiger något vid ägglossningen, vilket kan utnyttjas för att uppskatta när befruktning är osannolik. Tidpunkt för ägglossningen kan i hemmet upptäckas genom att bokföra kroppstemperaturen varje morgon; denna stiger några tiondels grader efter ägglossning för att återgå till bastemperatur då menstruationen återkommer. Vid lyckad befruktning bibehålls temperaturen.[källa behövs]

### Billingsmetoden
I Billingsmetoden studerar man det slem som bildas i livmoderhalsen, slidsekretet. Dess karaktär förändras inför ägglossningen från trådigt genomskinligt till tjockflytande grumligt, vilket kan användas för att bedöma när samlag inte borde kunna leda till graviditet.[källa behövs]

### Ägglossningstest
Nivåerna av luteiniserande hormon (LH)  varierar under menstruationscykeln och kan mätas med ägglossningstest i urinen.[källa behövs]

### P-datorer
Det säljs p-datorer, som på basen av någon eller flera av dessa faktorer (vanligen hormonnivåer eller kroppstemperatur) beräknar när de "säkra perioderna" infaller.